# Guerra Russo-Turca (1828–1829)
A Guerra russo-turca de 1828–1829 foi despertada devido à Guerra de independência da Grécia. A guerra teve início quando o Sultão fechou o Estreito de Dardanelos para os navios russos e revocou a Convenção de Akkerman em represália pela participação da Rússia na Batalha de Navarino.

## Inicio das hostilidades
No inicio das hostilidades, o exército russo de 92 mil homens foi comandado pelo Imperador Nicolau I, enquanto as forças otomanas eram comandadas por Hussein Paxá. Entre abril e maio de 1828, o comandante-chefe russo, Príncipe de Wittgenstein, dirigiu as suas forças para os Principados Romenos da Valáquia e Moldávia. Em junho de 1828, as principais forças russas, sob comando do imperador, atravessaram o rio Danúbio e avançaram até Dobruja.
Os russos cercaram três das principais cidadelas otomanas na Bulgária moderna: Shumen, Varna, e Silistra. Com o apoio da Frota do Mar Negro, sob as ordens de Alexei Greig, Varna foi capturada a 29 de setembro. O cerco de Shumen foi muito difícil porque os efetivos da guarnição otomana, cerca de 40 mil homens, excediam o das forças russas. Além disso, os otomanos conseguiram cortar as linhas de abastecimento dos russos.
As operações militares terminaram no Verão de 1829 e a paz foi formalmente estabelecida pelo Tratado de Adrianópolis.